# Neftenbach
Neftenbach (toponimo tedesco) è un comune svizzero di 5 564 abitanti del Canton Zurigo, nel distretto di Winterthur.

## Storia
Nel 2013 la località di Oberhueb, fino ad allora frazione di Buch am Irchel, è stata assegnata a Neftenbach.

## Monumenti e luoghi d'interesse

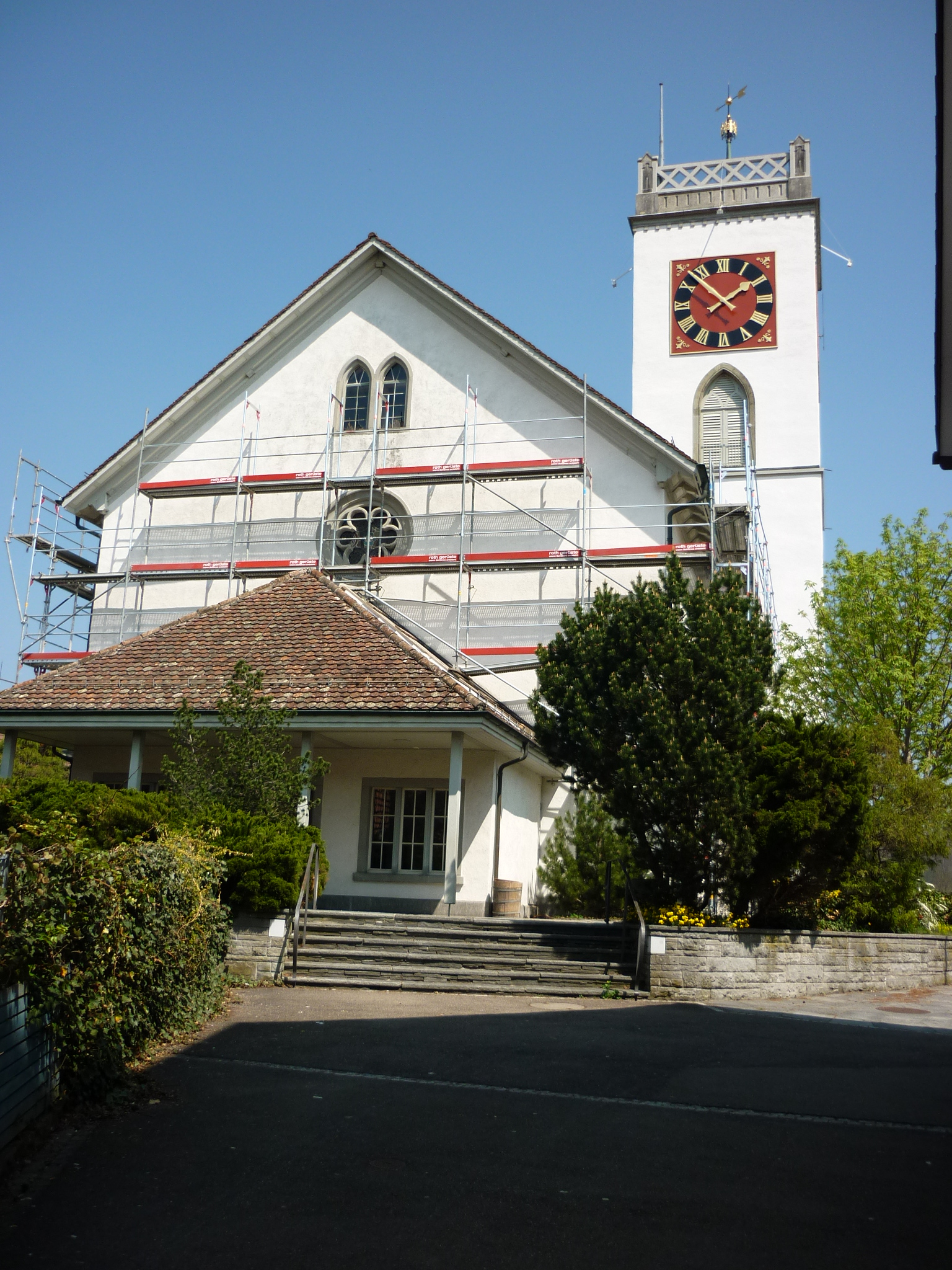
La chiesa riformata

- Chiesa riformata (già di San Maurizio), attestata dal 1209[1].

## Società

### Evoluzione demografica
L'evoluzione demografica è riportata nella seguente tabella:
Abitanti censiti

## Amministrazione
Ogni famiglia originaria del luogo fa parte del cosiddetto comune patriziale e ha la responsabilità della manutenzione di ogni bene ricadente all'interno dei confini del comune.